# گرانات
رصدخانه اخترفیزیکی بین‌المللی (به انگلیسی: International Astrophysical Observatory) که معمولاً با عنوان گرانات (GRANAT) (روسی: Гранат) شناخته می‌شود، یک رصدخانه فضایی متعلق به شوروی (بعداً روسیه) بود که با همکاری فرانسه، دانمارک و بلغارستان توسعه یافت. این ماهواره در تاریخ ۱ دسامبر ۱۹۸۹ روی یک راکت پروتون پرتاب شد و تقریباً به‌مدت ۹ سال فعالیت کرد. 